# The Nice Guys
The Nice Guys (bra: Dois Caras Legais; prt: Bons Rapazes) é um de filme de comédia norte-americano dirigido por Shane Black, com roteiro escrito por Black e Anthony Bagarozzi, é uma produção da companhia Silver Pictures com distribuição da Warner Bros. Pictures, o elenco principal é formado por Russell Crowe, Ryan Gosling, Angourie Rice, Matt Bomer, Margaret Qualley, Keith David e Kim Basinger. O filme estreou-se no Brasil no dia 21 de julho de 2016. Em geral, o filme recebeu críticas positivas, arrecadou 57.2 milhões no mundialmente, contou com orçamento de 50 milhões de dólares.

## Enredo
Em Los Angeles em 1977, um garoto chamado Bobby testemunha a morte de uma atriz pornô chamada Misty Mountains (Murielle Telio), em um acidente de carro.
Mais tarde naquela semana, o olho privado alcoólico em sua sorte, Holland March (Ryan Gosling), é abordado pela Sra. Glenn (Lois Smith), a tia de Misty que afirma ter visto sua sobrinha viva após a sua suposta morte. March é cético em relação à sua reivindicação, mas percebe que uma menina desaparecida chamada Amelia Kuttner (Margaret Qualley) está de alguma forma envolvida e aceita o trabalho. No entanto, Amelia não deseja ser encontrada e contrata o executor antiético Jackson Healy (Russell Crowe) para intimidar March a ficar longe dela.
Mais tarde naquela noite, Healy é atacado em sua casa por dois bandidos sem nome creditado como Blue Face (Beau Knapp) — assim chamado depois que Healy o enganou a abrir uma maleta com um Dye pack em sua cara — e Older Guy (Keith David), que tentam interrogá-lo sobre o paradeiro de Amelia. Depois de impressionar a dupla, Healy consegue afastá-los com uma espingarda escondida. Ele então se associa a uma marcha relutante para encontrar Amelia antes que os bandidos o façam. Os dois são assistidos por Holly (Angourie Rice), a jovem filha de March, apesar das tentativas de March de mantê-la fora do caso para sua própria segurança.
March e Healey descobriram que Amelia estava trabalhando com Misty Mountains e um cineasta amador chamado Dean em um "filme experimental" - peças legais de pornografia e jornalismo investigativo - chamado How Do You Like My Car, Big Boy? Sobre o poluição atmosférica em Los Angeles. Dean, no entanto, morreu misteriosamente em um incêndio que queimou o filme. Os dois acabam em uma festa para procurar o financista do filme, Sid Shattuck, um notório produtor de pornografia. Depois de se mexer na festa,  March embriagado acaba encontrando Shattuck morto, enquanto não conhece a Amelia.
Holly, depois de tentar investigar por conta própria, é enganada em um carro pela Blue Face e Older Guy. Healy luta com Older Guy, enquanto Blue Face tenta matar Amelia  dentro de seu carro, apenas para ser parado por Holly, que avisa Amelia e depois escapa com ela. Ao persegui-los, Blue Face está gravemente ferido depois em um pegar e correr, enquanto ele morre no meio da estrada, ele revela a Healy que seu chefe enviou um homem de sucesso chamado John Boy (Matt Bomer) para matar Amelia, March e sua família para evitar novas testemunhas. Healy estrangula discretamente o Blue Face até a morte para proteger March e Holly, e menti para Holly que ele morreu de seus ferimentos. Após uma breve investigação, os dois são saudados pela mãe de Amelia, Judith Kuttner (Kim Basinger), uma oficial de alto escalão no Departamento de Justiça dos Estados Unidos, que afirma que sua filha é delirante e paranóica e apronta para a turma de Las Vegas tentando expandir para a cena de pornografia em Los Angeles.
Healy revela o papel de carta com o endereço de March que lhe foi dado pela Amelia é o mesmo tipo de papel de carta que ele encontrou na festa em que está escrito, leva a um hotel do aeroporto onde Amelia ia distribuir o filme. Ao chegar no hotel, no entanto, eles testemunham os homens que foram abatidos por John Boy e se retiraram apressadamente, apenas para que Amelia salte do prédio e aterra em seu carro. Eles levam Amelia de volta à casa de March, onde ela revela que as pessoas depois dela estão trabalhando para uma cabala de montadoras de Detroit. Depois de descobrir evidências de que eles coludiram para suprimir o conversor catalítico (que regula as emissões de escape), Amélia criou o filme para expor sua colusão.
Judith tem seu assistente, Tally (Yaya DaCosta), organizam March e Healy para entregar uma pasta que supostamente contenha $100,000. Quando March dobra durante a condução e acidentalmente trava seu carro, o caso abre-se para revelar revistas desfechadas; A dupla cruz foi uma diversão para deixar Amelia desprotegida. Enviado por Tally sob o pretexto de ser um médico de família, John Boy ataca Holly antes de tentar matar March e Healy assim que retornarem à casa. Ao ouvir as sirenes dos carros de polícia que se aproximam, John Boy afasta-se enquanto uma impaciente Amelia fugiu da casa, só para ser morta por John Boy na rua quando inadvertidamente encontrou sua tentativa de pegar um passeio.
March e Healy tentam levar a questão judicial, mas são rejeitados, pois não possuem evidências, levando-os novamente a procurar o filme. Os dois pedem a Sra. Glenn para mostrá-los onde viu Misty Mountains viva. No interior eles encontram um projetor oculto - a madrugada da Sra. Glenn tendo imagens equivocadas de Misty para a sua sobrinha - e deduz que houve uma reimpressão do filme. Eles percebem que o projecionalista, Chet (Jack Kilmer), outro manifestante que questionaram sobre Dean, é o projetista do filme e trabalhou com a Amelia para fazer o filme público, empurrando-o para o filme de apresentação em Los Angeles Auto Show, que está sendo realizada em um hotel. No show do automóvel, os dois acham que John Boy e Older Guy, juntamente com alguns outros bandidos já estão lá e interrogaram u
Chet bêbado, sabendo que o filme será projetado automaticamente a partir de uma janela do prédio. Healy e March tentam alcançá-lo primeiro, apenas para serem interceptados por Gunally. Antes que ela possa matá-los, Holly chega enquanto finge ser o serviço de quarto e toca Tally inconsciente. Em uma luta subseqüente, o Homem Velho cai até sua morte, enquanto Healy subjuga John Boy. Ele perde sua vida segundo o pedido de Holly.
Os detetives levam o filme para a polícia e, embora Judith seja presa, as companhias de automóveis de Detroit escapam do castigo. Quando ela fala com March e Healy antes do julgamento, Judith afirma que não queria que sua filha fosse morta e justificasse seu envolvimento insistindo que "O que é bom para Detroit é bom para a América". Healy e March decidem continuar trabalhando juntos como olhos privados, nomeando sua agência "The Nice Guys".

## Elenco
|                                                                                                  |  |  |
| Os atores Russell Crowe (esquerda), e Ryan Gosling (direita) estão no elenco principal do filme. |  |  |

| |  |  |
| Os atores Angourie Rice (esquerda), e Matt Bomer (direita) também estão no elenco principal do filme. |  |  |

| Personagem      | Atores            |
| --------------- | ----------------- |
| Jackson Healy   | Russell Crowe     |
| Holland March   | Ryan Gosling      |
| Holly March     | Angourie Rice     |
| John Boy        | Matt Bomer        |
| Amelia Kutner   | Margaret Qualley  |
| Older Guy       | Keith David       |
| Judith Kutner   | Kim Basinger      |
| Tally           | Yaya DaCosta      |
| Blue Face       | Beau Knapp        |
| Mrs. Glenn      | Lois Smith        |
| Misty Mountains | Murielle Telio    |
| Jessica         | Daisy Tahan       |
| Chet            | Chet              |
| Bobby           | Ty Simpkins       |
| Bumble          | Hannibal Buress   |
| Sid Shattuck    | Robert Downey Jr. |